# Albert de Klerk

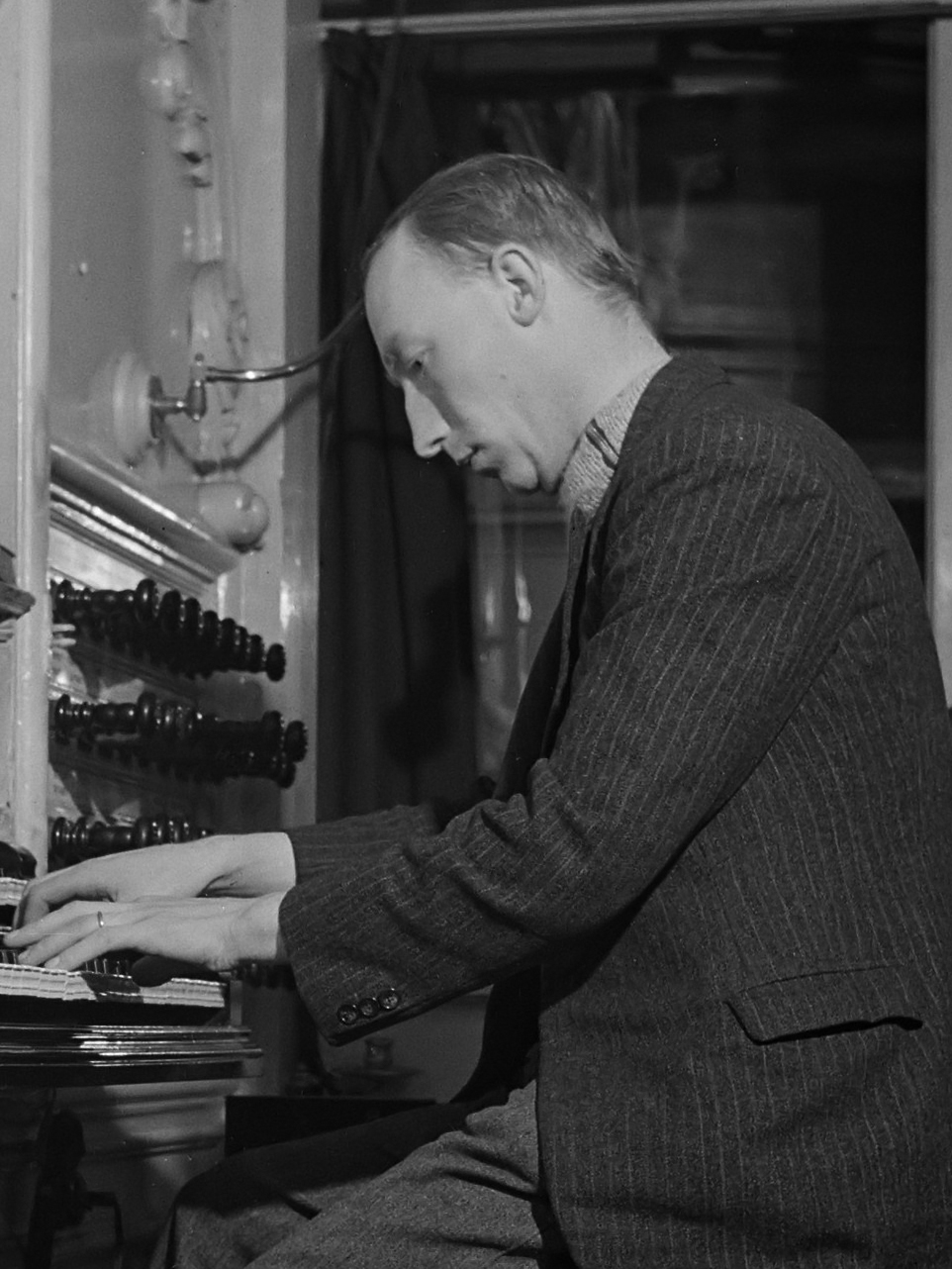
de Klerk an der Orgel der St.-Bavo-Kirche (Haarlem)

Albert de Klerk (* 4. Oktober 1917 in Haarlem; † 1. Dezember 1998 ebenda) war ein niederländischer Dirigent, Organist und Komponist.

## Leben
De Klerk ist der Sohn des Musikers Jos de Klerk (1885–1969), der als sein erster Lehrer auftrat. Albert de Klerk studierte am Conservatorium van Amsterdam, unter anderem bei Anthon van der Horst, Orgelspiel und schloss sein Studium 1939 mit einem Diplom mit der Note summa cum laude ab. Bereits 1934 folgte er auf Hendrik Andriessen als Organist an der St. Joseph-Kirche in Haarlem, ein Amt, das er bis zu seinem Tode hielt. Von 1946 bis 1964 unterrichtete de Klerk Orgel am Institut für Katholische Kirchenmusik Utrecht, bevor er von 1965 bis 1983 als Professor für Orgel am Amsterdamer Konservatorium lehrte. Von 1956 bis 1986 deckte er zusammen mit Piet Kee das Amt des Stadtorganisten von Haarlem ab.
De Klerk komponierte Werke im Bereich der Kammermusik für Orgel, Klavier, Glockenspiel, Chor und Sologesang. Außerdem betätigte er sich als Dirigent und Orgelimprovisator.

## Auszeichnungen
- 1941 Prix d’Excellence des Conservatoriums van Amsterdam mit einer eigenen Komposition[2]
- 1941 Tonkunstpreis des Conservatoriums van Amsterdam[3]
- 1962 Edison Musikpreis für Die Kleinorgel[3]
- 1991 Niederländischer Chormusikpreis[3]
- 1998 Preis der Arbeitsgemeinschaft Europäischer Chorverbände[3]